# Генадий Папарусис
Генадий (на гръцки: Γεννάδιος, Генадиос) е гръцки духовник, митрополит на Вселенската патриаршия.

## Биография
Роден е със светското име Георгиос Папарусис (Γεώργιος Παπαρούσης). На 14 април 1863 година става велик архидякон.
На 22 август 1864 година, след смъртта на митрополит Агапий, в патриаршеската катедрала „Свети Георги“ в Цариград Генадий е ръкоположен от патриарх Софроний III Константинополски за глава на Гревенската митрополия и на 9 октомври заминава за епархията си. Като гревенски митрополит развива дейност срещу появилата се румънска пропаганда сред арумъните в епархията му.
Умира в Гревена на 23 март 1873 година от апоплектичен удар.